# Franpipe
En fonctionnement depuis octobre 1998, le gazoduc européen Franpipe relie la plateforme de Draupner (en), en mer du Nord norvégienne, au terminal gazier du port de Dunkerque. 

## Caractéristiques
D’une capacité de 19,6 milliards de mètres cubes par an et d'un diamètre de 1 100 mm, le gazoduc est exploité par la société norvégienne Gassco (en). Le gaz provient des gisements de Sleipner et de Troll ; le gazoduc l'achemine à Dunkerque, d'où il est également distribué vers certains pays d’Europe du Sud comme l’Italie ou encore l’Espagne par des gazoducs terrestres.
Le terminal situé dans le port ouest de Dunkerque est le point d'interconnexion de réseau (PIR) de Gassco avec GRTgaz. Le terminal est détenu à 65 % par Gassco et 35 % par Engie (ex GDF Suez).